# Головмох
Головмох (Bryum) — рід мохів родини головмохових (Bryaceae). Він вважався найбільшим родом мохів за кількістю видів (понад 1000), поки в публікації 2005 року він не був розділений на три окремі роди. Станом на 2013 рік класифікація Bryum і родини Bryaceae, до якої він належить, зазнали значних змін на основі досліджень ДНК.

## Опис
Bryum — поліфілетичний рід, який має високу морфологічну варіативність. Види Bryum зазвичай мають коротші пластинчасті клітини з короткими, товстими та округлими стеблами. Усі види Bryum демонструють звужені клітини по краях. Види Bryum можна ідентифікувати за закономірностями нестатевого розмноження, особливостями забарвлення стебла та основи листя, а також міцністю облямівки листя.